# 凯瑟琳·贝克
凯瑟琳·贝克（英語：Kathleen Baker，1997年2月28日—），生于北卡罗来纳州温斯顿-撒冷，美国女子游泳运动员，主攻仰泳。她的母亲曾是查尔斯顿学院游泳队成员，姐姐雷切尔是华盛顿与李大学游泳队的成员。凯瑟琳·贝克高中毕业于福赛斯乡村日校，大学就读于加利福尼亞大學柏克萊分校，她在大学期间代表加利福尼亚金熊队参加国内比赛。她曾在2010年被确诊患有克隆氏症。